# Basilicum
Basilicum és un gènere de plantes amb flors que pertany a la família de les lamiàcies.

## Taxonomia
A juny de 2024, el gènere només compta amb una espècie acceptada:
- Basilicum polystachion